# Anfistene
Nella mitologia greca,  Anfistene  era il nome di uno degli eroi di Sparta, figlio di Anficle e nipote di Agide.

## Il mito
Anfistene aveva due figli, chiamati Astrabaco e Alopeco durante una passeggiata trovarono nascosta in un cespuglio una statua di Artemide, la stessa che andò perduta tempo addietro da Oreste ed Ifigenia. Appena vista tale scultura i due giovani impazzirono completamente.

## Interpretazione e realtà storica
Tale racconto giustifica una cerimonia che comprendeva due gruppi, il primo doveva rubare alla dea del formaggio il secondo doveva difenderlo. Tale gioco non era del tutto innocente perché il secondo gruppo frustava il primo.

### Fonti
- Pausania, Perigesi della Grecia, Libro III 16,9
- Platone, Leggi, 633 b

### Moderna
- Anna Ferrari, Dizionario di mitologia, Litopres, UTET, 2006, ISBN 88-02-07481-X.